# Modelo Único de Ingreso, Seguimiento y Control Automatizado
Modelo Único de Ingreso, Servicio y Control Automatizado o MUISCA es un modelo gestión implementado por la Dirección de Impuestos y Aduanas Nacionales de Colombia, con el objetivo de establecer aspectos relevantes pero con costos
alcanzar la excelencia en sus operaciones, redirigir la entidad hacia el servicio, consolidar la legitimidad, la autonomía y contribuir la competitividad del país. El Muisca obedece a cuatro principios estratégicos: Integralidad, Unicidad y  Viabilidad y trascendencia.
Los productos y resultados del Modelo Muisca han generado logros que apuntan a un mejoramiento del recaudo, de la gestión y al posicionamiento de la DIAN, tanto en el corto como en el largo plazo.